# Mistrzostwa Świata w Szermierce 1982
Mistrzostwa Świata w Szermierce 1982 – 46. edycja mistrzostw po raz drugi odbyła się we włoskiej stolicy – Rzymie.

## Klasyfikacja medalowa
| Lp. | Państwo    | złoto | srebro | brąz | Razem |
| --- | ---------- | ----- | ------ | ---- | ----- |
| 1   | ZSRR       | 4     | 1      | 1    | 6     |
| 2   | Węgry      | 2     | 1      | 3    | 6     |
| 3   | Włochy     | 1     | 3      | 2    | 6     |
| 4   | Francja    | 1     | 2      | –    | 3     |
| 5   | Szwajcaria | –     | 1      | –    | 1     |
| 6   | RFN        | –     | –      | 1    | 1     |
| 7   | NRD        | –     | –      | 1    | 1     |

## Medaliści

### Mężczyźni
| Złoto                                                                                           | Srebro                                                                                               | Brąz                                                                                                |
| Floret                                                                                          | | |
| Aleksandr Romankow                                                                              | Mauro Numa                                                                                           | Federico Cervi                                                                                      |
| ZSRR · Aleksandr Romankow · Wladimer Apciauri · Jurij Łykow · Witalij Łogwin · Władimir Smirnow | Francja · Didier Flament · Pascal Jolyot · Frédéric Pietruszka · Philippe Omnès · Patrick Groc       | Włochy · Federico Cervi · Andrea Borella · Angelo Scuri · Mauro Numa · Carlo Montano                |
| Szpada                                                                                          | | |
| Jenő Pap                                                                                        | Philippe Riboud                                                                                      | Ernő Kolczonay                                                                                      |
| Francja · Olivier Lenglet · Philippe Boisse · Michel Salesse · Philippe Riboud                  | Szwajcaria · Daniel Giger · Olivier Carrard · Gabriel Nigon · Patrice Gaille · Michel Poffet         | Węgry · Ernő Kolczonay · Jenő Pap · Zoltán Székely · István Gelley · Péter Takács                   |
| Szabla                                                                                          | | |
| Wiktor Krowopuskow                                                                              | Andriej Alszan                                                                                       | Imre Gedővári                                                                                       |
| Węgry · Imre Gedővári · Pál Gerevich · György Nébald · Zoltán Nagyházi · Imre Bujdosó           | Włochy · Giovanni Scalzo · Michele Maffei · Ferdinando Meglio · Gianfranco Dalla Barba · Marco Marin | ZSRR · Siergiej Kazokin · Andriej Alszan · Wiktor Krowopuskow · Michaił Burcew · Siergiej Koriażkin |

### Kobiety
| Złoto                                                                                                   | Srebro                                                                                           | Brąz                                                                                        |
| Floret                                                                                                  |                                                                                                  |                                                                                             |
| Naila Gilazowa                                                                                          | Dorina Vaccaroni                                                                                 | Mandy Niklaus                                                                               |
| Włochy · Dorina Vaccaroni · Carola Cicconetti · Anna Rita Sparaciari · Clara Mochi · Margherita Zalaffi | Węgry · Edit Kovács · Zsuzsanna Szőcs · Magda Maros · Gertrúd Stefanek · Ildikó Schwarczenberger | RFN · Cornelia Hanisch · Ingrid Losert · Sabine Bischoff · Gudrun Lotter · Christiane Weber |

## Śmierć Władimira Smirnowa
Podczas zawodów doszło do śmiertelnego wypadku. Broniący mistrzowskiego tytułu Władimir Smirnow z ZSRR walczył 19 lipca z reprezentantem RFN Matthiasem Behrem. Niemiec wykonał pchnięcie, klinga złamała się, a odłamek ostrza przebił maskę i przez oko wbił się w mózg Smirnowa. Radziecki szermierz zmarł kilka dni później. 